# Olof Larsson i Bratteberg
Olof Larsson (i riksdagen kallad Larsson i Bratteberg), född 22 maj 1848 i Västra Vingåkers socken, död 23 oktober 1902 i Regna, var en svensk lantbrukare och politiker (liberal).
Olof Larsson verkade som handlande och lantbrukare i Regna, där han också var ledande kommunalman och aktiv i den lokala nykterhetsrörelsen. Han var riksdagsledamot 1900-1902 i andra kammaren för Finspånga läns domsagas valkrets och tillhörde i riksdagen Liberala samlingspartiet. 